# Ghiacciaio Skaklya
Il ghiacciaio Skaklya (in inglese: Skaklya Glacier) è un ghiacciaio lungo 5 km e largo 2,4, situato sulla costa di Zumberge, nella parte occidentale della Terra di Ellsworth, in Antartide. In particolare, il ghiacciaio, il cui punto più alto si trova a oltre 2.200 m s.l.m., è situato nella regione settentrionale della dorsale Sentinella, nelle montagne di Ellsworth. Da qui esso fluisce in direzione est-nord-est a partire dal fianco settentrionale del picco Blenika  e da quello meridionale monte Reimer, sul versante orientale della catena principale della sopraccitata dorsale, fino a unire il proprio flusso a quello del ghiacciaio Sabazio, a ovest del monte Lanning.

## Storia
Il ghiacciaio Skaklya è stato così battezzato dalla Commissione bulgara per i toponimi antartici in onore della cascata Skaklya, nella Bulgaria occidentale.